# 양산시의 지질

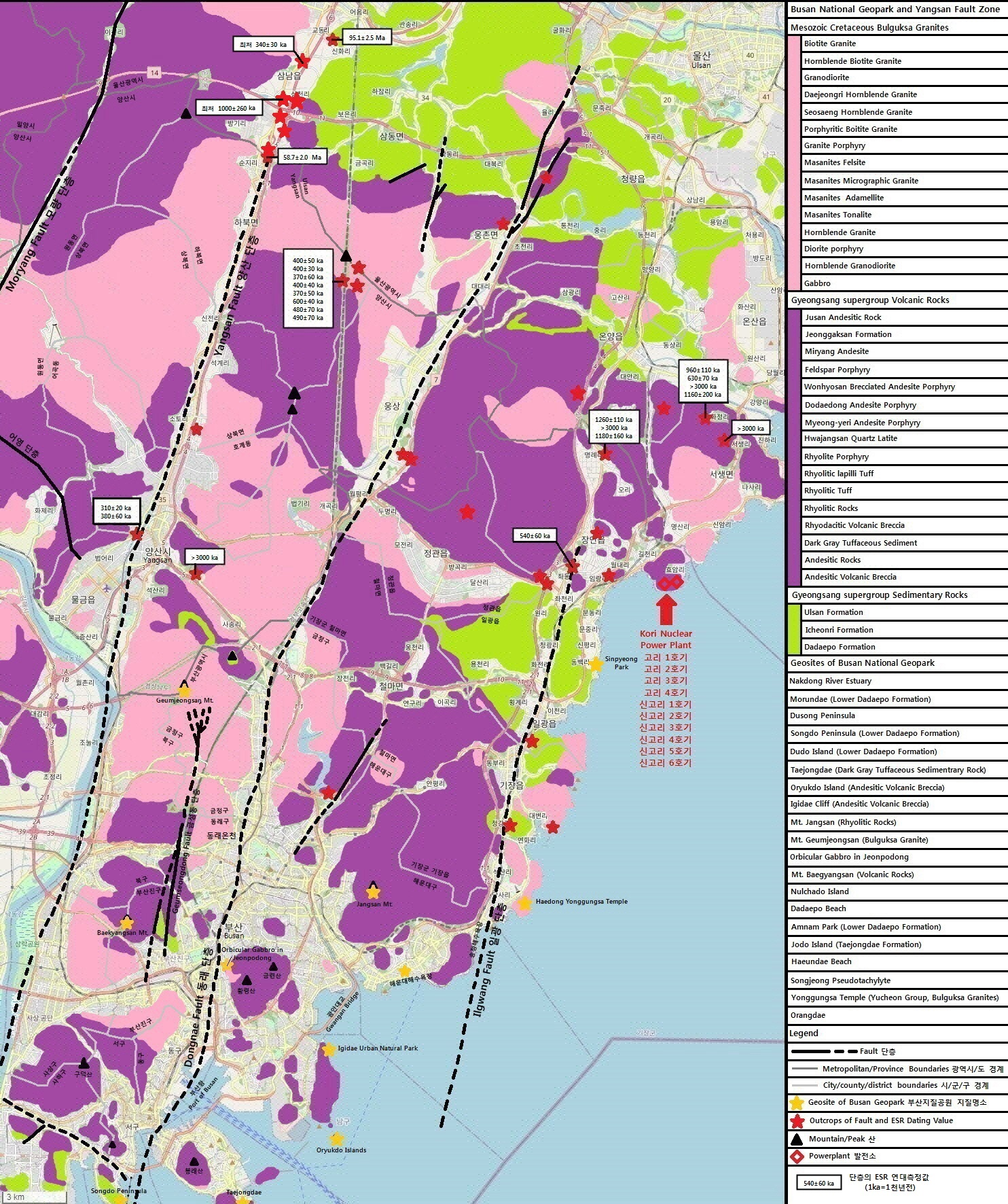
부산광역시의 지질, 울산광역시의 지질, 양산시의 지질과 양산 단층대 남부

본 문서에서는 경상남도 양산시의 지질에 대해 설명한다. 

## 개요
경상남도 양산시는 경상 분지의 남동부에 위치해 대부분 중생대 백악기의 불국사 화강암과 경상 누층군 유천층군 주산안산암질암, 운문사유문암질암류로 구성된다. 1:5만 지질도폭 상으로
- 유천 지질도폭(1987) 남동부 (원동면 선리)[2]
- 언양 지질도폭(1972) 남서부 (원동면 선리, 영축산)[3]
- 밀양 지질도폭(1988) 동부 (원동면)[4]
- 양산 지질도폭(1964) 중·서부 (상북면, 웅상 지역)[5]
- 김해 지질도폭(1964) 북동부 (물금읍 서부)[6]
- 동래 지질도폭(1978) 북서부 (물금읍 동부, 동면, 금정산)[7]

에 해당한다.

## 경상 누층군유천층군주산안산암질암
유천층군 주산안산암질암(Jusan andesite rock, 主山安山巖質巖)은 경상 분지 밀양소분지 내 청도군, 경주시 산내면, 밀양시, 부산광역시, 김해시, 창원시 일대에 광범위하게 분포하는 안산암질 화산암으로 양산시 내에서는 양산시 원동면 선리~영축산, 하북면 백록리~평산동, 원동면 원리~어곡동 등 곳곳에 흩어져 분포한다. 주산안산암질암은 분출 및 천부 관입 형태로 나타나며 어두운 청록색, 흑녹색, 암회색을 띠고 풍화면에서는 철 성분의 산화로 부분적으로 적갈색을 띤다.

## 경상 누층군유천층군 운문사유문암질암류
유천층군 운문사유문암질암류(Kyeongsang supergroup Yucheon group Unmunsa rhyolitic rocks, 雲門寺流紋巖質巖類)는 경상 분지 밀양소분지 내 운문산을 중심으로 청도군, 밀양시, 양산시 지역에 분포하는 유문암질 암석이다. 암상과 화학 성분에 의해 아래로부터 응회각력암, 석영안산암질 회류응회암, 유문암질 강하응회암, 유문암질 회류응회암, 화제리층, 강하응회암, 유문석영안산암질 회류응회암, 유문암으로 구분된다.

### 응회각력암
운문사유문암질암류 응회각력암(Unmunsa rhyolitic rocks tuff-breccia, 角礫凝灰巖)은 양산시 원동면 내포리 동부 산지 지역에 소규모 분포하며 주사산안산암질암류 밀양안산암 상위에 놓이고 석영안산암질 회류응회암에 의해 덮인다. 안산암을 다량 함유한다.

### 석영안산암질 회류응회암
운문사유문암질암류 석영안산암질 회류응회암(Unmunsa rhyolitic rocks dacitic ash-flow tuff, 石英安山巖質 灰流凝灰巖)은 양산시 원동면 내포리 동부 계곡과 화제리 북부 능선에 분포하며 밀양안산암 혹은 응회각력암을 덮고 불국사 화강암류에 의해 관입당했다. 암회색을 띠며 유백색의 사장석립(粒)과 흑색 암편(巖片)을 다량 함유한다.

### 유문암질 강하응회암
운문사유문암질암류 유문암질 강하응회암(Unmunsa rhyolitic rocks rhyolitic fallout tuff, 流紋巖質 降下凝灰巖)은 김해시 상동면 감노리 남쪽 능선부, 원동면 용당리와 내포리 일부 지역에 소규모 분포하며 밀양안산암, 주사산안산암질암류 안산암질 라필리 응회암, 운문사유문암질암류 석영안산암질 회류응회암 상위에 놓이고 토곡산(855.3 m) 능선부에서 유문암에 의해 관입당했다. 강하응회암은 담갈색, (담녹)회색을 띠며 세립 및 조립응회암과 라필리 응회암이 교호하여 층리와 역점이층리가 발달한다. 

### 유문암질 회류응회암
운문사유문암질암류 유문암질 회류응회암(Unmunsa rhyolitic rocks rhyolitic ash-flow tuff, 流紋巖質 灰流凝灰巖)은 김해시 생림면과 상동면의 사명산-무척산(702.2 m)과 여차리, 양산시 원동면 용당리와 천태사, 내포리 토곡산, 서룡리 동부, 삼랑진읍 행곡리 남동부 지역에 넓게 분포하며 유문암질 강하응회암과 주사산안산암질암류 안산암질 라필리 응회암, 밀양안산암과 정각산층 상위에 놓이고 강하응회암에 의해 덮인다. 천태산(630 m) 남쪽 골짜기의 천태사(도로명주소: 양산시 원동면 천태로 1029) 지역에서 유문암질 회류응회암을 관찰할 수 있다. 

### 화제리층
운문사유문암질암류 화제리층(Unmunsa rhyolitic rocks Hwajeri formation, 花濟里層)는 양산시 원동면 화제리 북서부와 동부에 분포하며 유문암질 회류응회암 상위에 놓이고 유문암과 세립화강섬록암에 의해 관입당했다. 본 층은 주로 자색 응회질셰일, 사암, 역암과 담녹회색 응회질사암으로 구성되고 응회암을 협재한다. 자색의 퇴적암은 화제리 동부에 분포하고 셰일만 있는 곳에서는 층리가 없는 괴상(塊狀)이며 사암, 역암과 호층인 곳에서는 층리가 발달한다. 담녹회색 응회질사암은 화제리 북쪽 능선부에 분포하며 점이층리가 발달한다.

### 강하응회암
운문사유문암질암류 강하응회암(Unmunsa rhyolitic rocks fallout tuff, 降下凝灰巖)은 밀양시 삼랑진읍 삼랑리에서 송지리, 검세리에 이르는 지역과 신불암고개, 천태산(630.9 m) 산정부 지역에 분포하며 유문암질 회류응회암 상위에 유문석영안산암질 회류응회암 하위에 놓인다. 본 암은 응회암과 라필리 응회암이 교호되어 층리를 발달시키며 이 층리는 대체로 북동 30°~북서 80°의 주향에 북쪽으로 12~30°경사한다.

### 유문석영안산암질 회류응회암
운문사유문암질암류 유문석영안산암질 회류응회암(Unmunsa rhyodacitic ash-flow tuff, 流紋石英安山巖質 灰流凝灰巖)은 밀양시 삼랑진읍 용전리, 우곡리, 행곡리 서부, 구천산(640.1 m) 일대에 분포하며 강하응회암 상위에 놓이고 유문암과 불국사 화강암류 세립화강섬록암에 의해 관입당했다. 본 암은 담홍회색을 띠고 신선한 면에서 회색을 띤다.

### 유문암
운문사유문암질암류 유문암(Unmunsa rhyolitic rocks rhyolite, 流紋巖)은 운문사유문암질암류의 나머지 모든 암석들을 관입하는 유문암이다. 밀양시 삼랑진읍 안태리~신불암고개 지역에 분포하며 화도(vent)부위에 해당하는 것으로 추정된다.
양산시의 주산안산암질암·운문사유문암질암류
- 주산안산암질암, 양산시 물금읍 물금리 지방도 제1022호선 도로변
- 규장반암, 양산시 원동면 화제리 토교마을 지방도 제1022호선 도로변
- 주산안산암질암 안산암질 라필리응회암, 양산시 원동면 서룡리 지방도 제1022호선 도로변, 양산시 원동면 서룡리 지방도 제1022호선 도로변
- 운문사유문암질암류 유문암질 회류응회암, 양산시 원동면 용당리 천태사 구내 (이하 동일)
- 운문사유문암질암류 유문암질 회류응회암, 양산시 원동면 용당리 지방도 제1022호선 도로변
- 운문사유문암질암류 유문암질 회류응회암, 양산시 원동면 용당리 지방도 제1022호선 도로변
- 운문사유문암질암류 유문암, 양산시 원동면 용당리 신불암고개

## 불국사 화강암

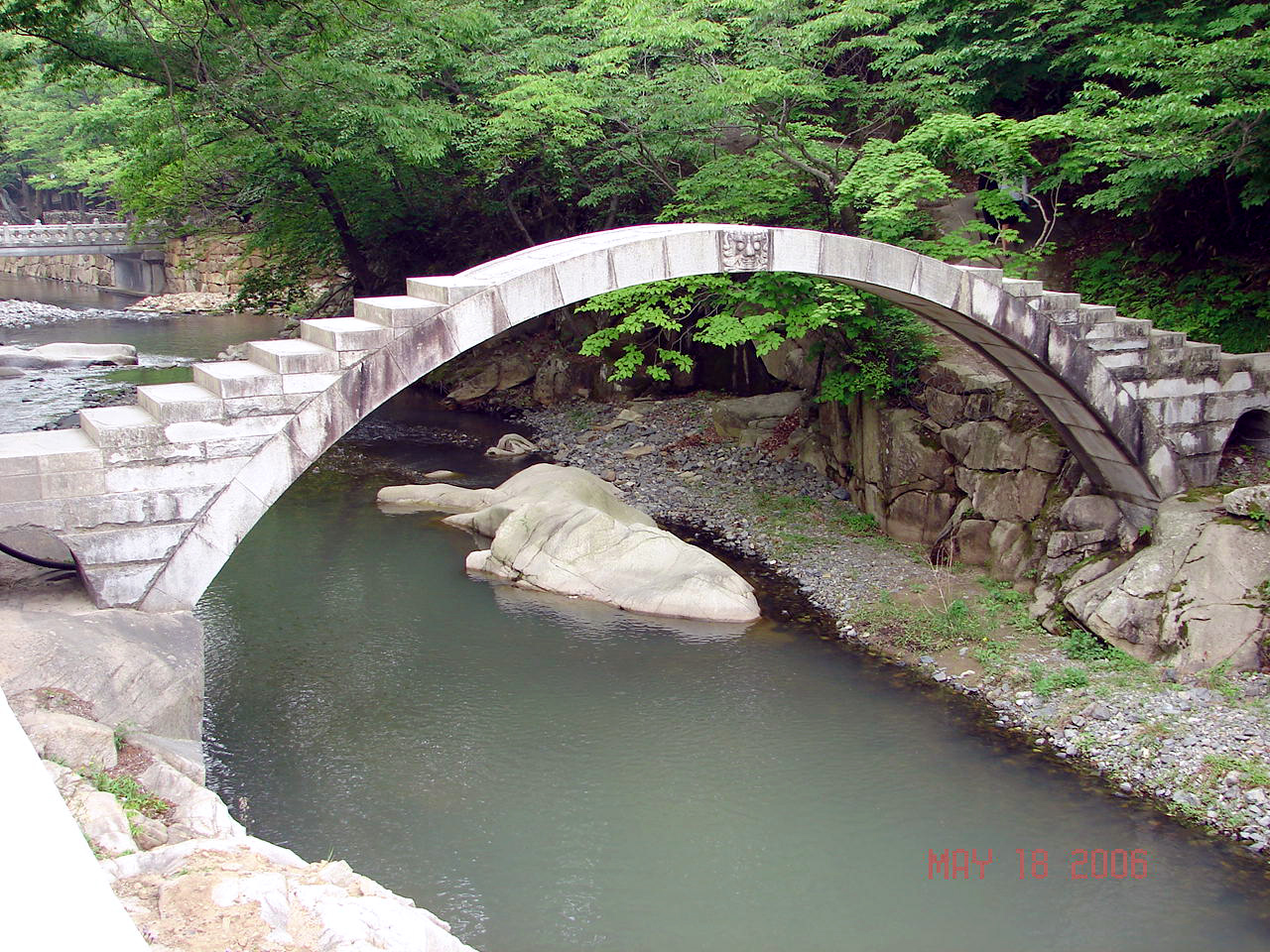
통도사의 화강암 계곡

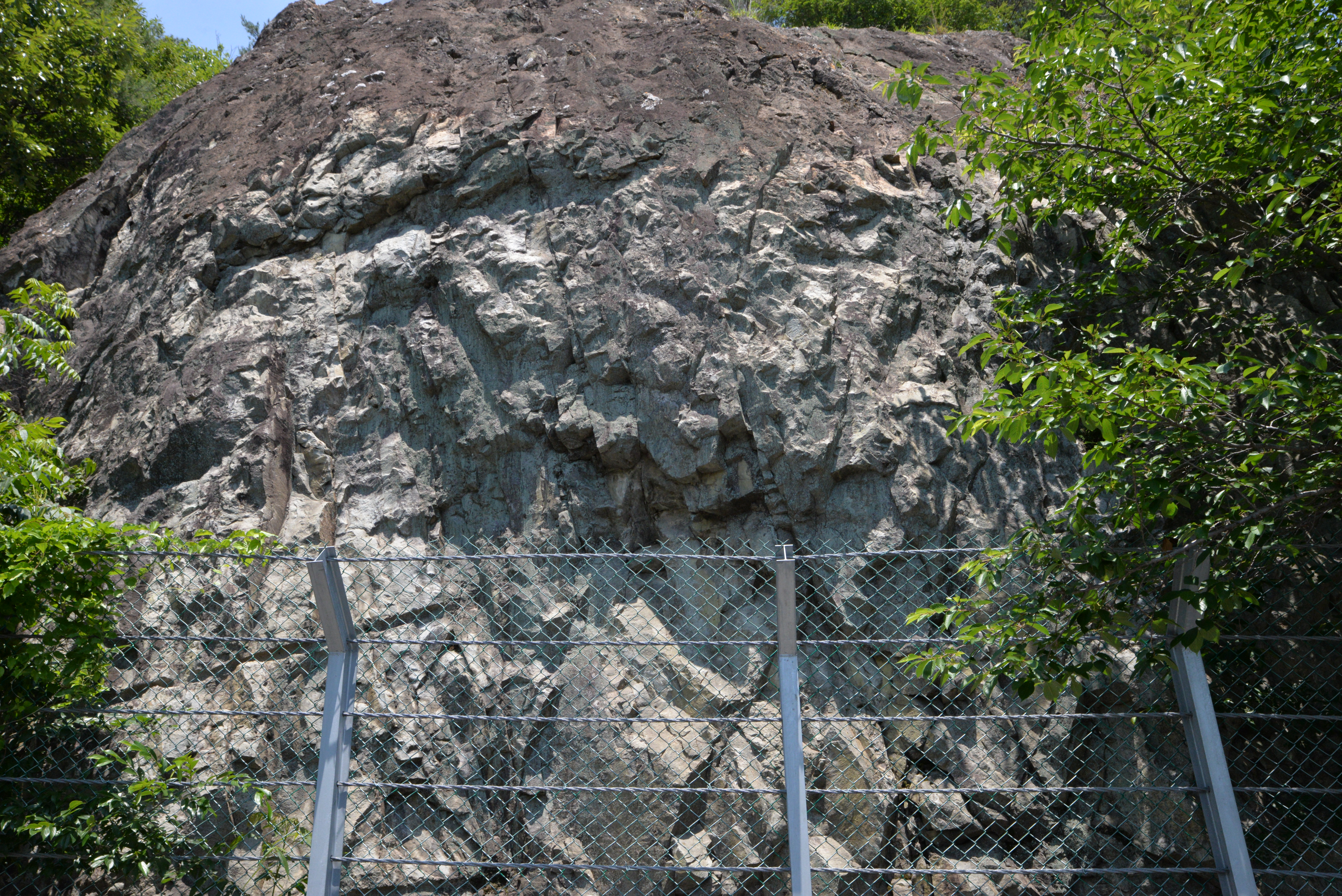
산성암맥, 양산시 원동면 서룡리 지방도 제1022호선 도로변

불국사 화강암(佛國寺 花崗巖, Bulguksa Granite)은 불국사 조산운동 시기 관입한 백악기 화강암으로, 양산시 중부 배태고개~에덴밸리리조트, 하북면, 웅상, 군자산, 금정산 지역에 광범위하게 분포한다.

### 흑운모 화강암
흑운모 화강암은 배태고개~에덴밸리리조트, 하북면과 통도사, 정족산, 상북면, 웅상, 동면 법기리, 호계동 지역에 분포한다. 경상 누층군 유천층군을 관입하였으며 그 접촉부에서는 기존의 암석을 포획한다. 주요 구성 광물은 석영, 장석, 사장석, 흑운모, 자철석, 녹니석, 인회석 등이다.

### 각섬석 화강암
각섬석 화강암은 금정산과 그 북서측의 양산시 동면 금곡리, 가산리, 부산광역시 북구 금곡동 지역에 분포하며 흑운모 화강암과 점이적이고 녹색의 각섬석이 특징적으로 포함된다.

### 암맥
산성암맥은 석영반암, 장석반암, 규장암, 화강반암 및 석영맥 등으로 구성되며 원동면 내포리, 화제리, 어곡동 지역에 밀집되어 분포한다.

## 단층
양산시에는 양산시에서 이름이 유래된 양산 단층대의 단층들이 북북동-남남서 방향으로 통과한다. 양산 단층은 양산 중심부인 양산천과 경부고속도로를 따라가며, 모량 단층은 원동면을, 동래 단층은 웅상 지역을 지나간다.

### 양산 단층
양산시 일대에는 단층곡으로 유입된 수류가 양산천을 이루어 양산 단층곡을 따라 남쪽으로 흐른다. 양산 단층에 대한 최초의 공식적 기록인 양산 지질도폭(1964)에 의하면 양산 단층은 양산천과 일치할 것으로 보이며 이의 주향은 북동 15°로서 화성암류를 절단한다.
양산 단층의 남부에 해당하는 통도사-양산 시내 구간의 몇몇 곳에서 양산 단층의 단층대가 확인되었다. 이 가운데 백록리에서는 양산천을 따라 백악기 화산암과 퇴적암이 경계를 반복적으로 이루며 폭 수~수십 m의 단층대가 잘 발달하고 있다. 이 지역의 주단층대는 물론 주변 일대에서 제4기 동안 2회 이상의 활성 단층 운동이 있었던 것으로 보인다. 또한 삼성초교와 삼성중교 사이에 위치하는 북정동 591-2의 사면 공사장에서 제4기의 산록퇴적층에 발달하는 변형구조가 관찰되었다. 이 단층은 제4기 퇴적층의 동쪽이 서쪽의 상부로 이동한 단층 운동의 가능성을 지시하고 있으며, 제4기 단층일 것으로 판단된다.

#### 단층 지형
양산시 지역에서는 동, 서측 배후 산지를 따라 선상지가 발달하고 있으며, 양산천을 따라 하안단구가 발달하고 있다. 이는 퇴적학적 측면에서 하천 수력(水力) 외에도 수평 이동 단층 운동과 같은 유로 변동에 의한 요인이 크게 작용한 것으로 해석된다. 아울러, 양산 단층의 서쪽 지괴에서 선상지가 탁월하게 발달하는 것은 서쪽 지괴의 상대적 상승 운동을 반영하는 것으로 판단된다.
양산시 명곡동 일대에는 항공사진 판독 및 수치표고모형(DEM)에 의해 북동-남서 주향의 단층곡과 추정 단층선이 3열 이상 인지되며, 추정 단층선을 따라서 단층와지와 단층구릉 및 비대칭적인 하안단구가 연속적으로 발달하고 있다.

#### 월평 단층
양산시 하북면 순지리, 통도사 나들목 남쪽의 월평못 북쪽 지점(양산산림관리청 일대)에서는 월평 1단층, 월평 2단층 2개의 단층이 발견되었다. 선상지 퇴적층의 퇴적시기는 중기 플라이스토세인 500-250 ka으로 측정되었다. 월평 1단층은 우수향 주향이동 및 역단층 운동을, 월평 2단층은 역단층 운동을 보인다. 월평 1단층의 북측 연장으로 추정되는 상천 단층의 ESR 연령과 월평 단층에 의해 변위된 퇴적물의 탄소동위원소 연령 등에 근거해 월평 1, 2단층은 중기 또는 후기 플라이스토세에 운동한 것으로 보인다.
월평 1단층(N35°29'50.93", E 129°05'28.38", 월평못 북서 150 m 지점)은 국도 제35호선 공사 현장 절개면의 단층 노두와 간이 트렌치 조사를 통해 확인되었다. 이 단층은 북동 20~25°의 주향을 보이며 이를 경계로 동측의 안산암/규장질 화성암과 서측의 제4기 역암층이 단층으로 접촉한다. 단층면은 수직에 가까운 고각을 보이며 다소 동측으로 경사하고 있어 트렌치 조사 단면에서는 동측의 기반암이 서측의 역암층 위로 충상하는 역단층성의 변위가 관찰된다. 이 지역 일대의 지형 분류에서 고위 단구면으로 분류된 단층 서측의 제4기 역암층이 약 12 m의 상하변위를 보인다. 단층 양쪽에 분포하는 선상지 퇴적층이 기반암과 이루는 부정합면의 표고는 단층을 경계로 동측이 20 m 더 높다. 이 지점은 단층의 발달특성 및 변위량이 상천 1단층 및 가천 1단층과 유사하여 이들의 북쪽 연장부로 해석된 바 있다.
월평 2단층(N 35°29'46.59", E 129°05'35.13")은 트렌치조사를 통해 확인되었으며 북동 14°의 주향을 보인다. 이 단층을 경계로 동측의 화강암과 서측의 제4기 역암층이 단층 접촉하며 단층면은 동쪽으로 48~60°경사한다. 단층비지에 대한 K-Ar 연령은 58.7±2.0 Ma으로 측정되었다.

#### 사기점리 지점
양산시 웅상 지역 사기점마을, 영산대학교 북서 2 km 지점(N 35°26'36.7", E 129°07'48.3")의 웅상 단층은 북북동-남남서 방향의 법기 단층의 선상구조 상에 발달한다. 이 단층은 안산암질암 내에서 북동 28°의 주향과 북서 80°의 경사를 보이며 우수향의 운동감각을 보인다. 단층비지대에 대한 ESR 수치 연대는 400±50 ka, 400±30 ka, 370±60 ka, 400±40 ka, 370±50 ka, 600±40 ka, 480±70 ka, 490±70 ka의 값을 보인다.

#### 범어리 지점
양산시 물금면 범어리 협성강변타운아파트 30 m 남쪽 지점(N 35°20'32.3", E 129°01'32.4", 양산시 회현1길3, 지방도 제1022호선 도로변)에는 이암층 내에 폭 10 m의 단층대에 주향 북서 42~66°, 경사 65~79°의 대규모 단층대가 확인되었다. 지층의 층리는 단층 상반이 주향 북서 63°, 경사 북동 36°이며 단층 하반이 주향 북동 72°, 경사 북서 36°으로 단층에 의해 상하반의 지층 자세가 달라졌다. 이 단층대의 북서쪽 연장에는 산성맥암이 단층대를 따라 5 km 연장으로 관입하였다 ESR 연대측정에 의해 단층비지의 연령은 310±20 ka 및 380±60 ka으로 측정되었다.

#### 내송리 지점
양산시 동면 내송리(N 35°19'35.06", E 129°03'22.09") 도로절개면에는 안산암과 흑은모 화강암이 주향 북동 83°, 경사 북서 71°의 단층에 의해 접하고 있다. 단층파쇄암대에는 파쇄엽리가 발달되어 있으며 일부는 전단 변형을 심하게 받아 초파쇄암으로 바뀌었다. ESR 연대는 3백만년 이상으로 측정되었다.

#### 소토리 지점
양산시 상북면 소토리(N 35°23'7.83", E 129°03'20.44")에는 하안단구 제4기층 내에 2조의 단층이 발달하며 동측의 기반암층이 서측의 제4기 지층을 올라타고 있는 역단층이다.

### 동래 단층
동래 단층은 양산 지질도폭(1964)과 언양 지질도폭(1972)에서 오복 단층이라는 이름으로 처음 기재되었다가, 이후 동래 지질도폭(1978)에서 처음으로 동래 단층으로 명명되었다. 장태우와 추장오(1998)는 양산시 웅상읍과 웅촌면 일대의 동래 단층을 조사하고 단층비지(fault gouge)에 대한 칼륨-아르곤 연대 측정에 의해 열수변질을 수반한 동래 단층의 주요 활동 시기는 신생대 고제3기에 해당하는 51.4∼57.7 Ma와 40.3∼43.6 Ma으로 보고하였다. 동래단층은 북북동 주향으로 일직선으로 연장되는 교과서적인 단층이 아니라, 다소 다른 방향성을 가지는 여러 조의 단층 분절(segment)들이 모여서 단층대를 형성하는 것으로 알려져 있다. 동래 단층은 울산 북부에서는 대체로 북북동 방향으로 연장되나, 울산-양산-언양 일원에서는 국부적으로 북동-남서 방향으로 분지되거나, 북동 10~30°범위에서 1조 또는 여러 조의 방향으로 나타난다.
양산 지질도폭(1964)에서는 오복 단층이라는 이름으로 단층의 존재가 처음 보고되었다. 울산광역시 울주군 웅촌면 대복리 오복 마을을 지나는 오복 단층은 북동 10° 및 북동 15° 주향을 가지는 2조의 단층이 발달하며 회야강과 일치하게 연장된다. 이들 단층은 경상 누층군 대양동층(대구층)과 경상 누층군 유천층군 주산안산암질암의 경계를 형성한다.
언양 지질도폭(1972)에서는 울산광역시 울주군 청량면 율리를 지나는 북동 25°주향의 단층으로 보고하였다. 경상 누층군 대구층과 주산안산암질암, 흑운모 화강암을 지나간다. 이 단층은 이들 암석의 분포에 근거하여 단층 서측이 북동 방향으로, 단층 동측이 남서방향으로 이동한 우수향 주향 이동 단층으로 기재되었다.

#### 법기 단층
손문 외(2003)는 경상남도 양산시와 울산광역시 울주군 일대의 천성산과 정족산 일원을 대상으로 정밀 지질조사를 실시하였고, 양산 단층과 동래 단층에 평행하고 연속성이 좋은 우수향 주향이동단층 법기 단층과 이와 사교하는 북서 방향의 우수향 횡인장성 단층 그리고 크고 작은 규모의 단층들이 존재함이 확인되었다. 
법기 단층은 천성산-정족산 지역의 중앙부에 위치하며 약 12 m의 단층파쇄대와 수십 cm의 단층비지대를 형성한다. 이 단층은 단층곡(斷層谷, Fault valley)으로 판단되는 북북동 방향의 계곡을 따라 도처에서 관찰된다. 수직의 단층면에서는 단층조선이 뚜렷이 발달하고 있으며 단층면상에 돌출된 부위와 단층파쇄대를 따라 주입된 방해석 맥들의 기하학적 형태는 이 단층의 우수향 주향 이동 운동을 지시한다. 북서 방향의 단층은 양산시 하북면 용연리 조계암 남쪽 계곡에서 양호한 노두로 드러나 있는데 폭 5m의 파쇄다와 폭 5cm의 단층비지대가 관찰된다. 거의 수직의 단층면을 가지며 우수향 주향이동 운동과 함께 남서쪽 지괴가 북동쪽 지괴에 비해 침강된 사교 이동(oblique slip)의 운동감각을 보인다. 이 단층은 화강암과 호온펠스의 경계를 이루고 있으며 법기 단층에 의해 그 연장이 절단된다.

#### 웅상 분지
이광률 외(2019)는 동래 단층 중부 지역인 울산광역시 울주군 웅촌면-양산시 웅상 일대의 단층 지형과 지형 발달을 연구하였다. 단층 관련 지형으로 변위·굴절 하도, 단층 와지, 단층 구릉, 삼각말단면, 벤치, 선상지, 하안단구가 이 일대 여러 지역에서 확인되었다. 또한 웅상 분지의 남쪽 가장자리에 위치한 회야강과 수영강 유역의 분수계에서 수영강에 의한 하천쟁탈 현상이 확인되었는데 이는 웅상 분지 일대에서 단층 작용과 관련하여 지반 융기가 발생하였을 가능성에 대한 지형적 증거가 될 수 있다.

#### 주남동 지점
양산시 주남동, 정족산 기슭 임도 사면(N 35°26' 53.50", E129°08' 25.51")에는 화강암 및 유문암질의 산성암맥이 발달하고 있으며, 암맥 및 단층 운동에 의해 화강암이 열수 변질을 받은 노두로 산성암맥에 주향 북동 70°, 경사 남동 80°~수직의 단층이 발달하고 있다. 단층대 폭은 2m로 단층각력암과 두께 10 cm 이상의 단층비지로 구성되어 있다.

#### 용연리 지점
양산시 하북면 용연리(N 35°26'35.11", E 129°08'08.53")에는 데이사이트질 화산쇄설암 및 응회암의 노두에 주향 북동 60°, 경사 북서 70~80°의 단층이 발달한다. 단층대 폭은 약 5 m로 단층각력과 두께 5 cm 이상의 단층비지로 구성되며 동래 단층에서 분지된 법기 단층에 의해 절단된다. 양산시 하북면 용연리(N 35°26'35.81", E 129°07'49.00")은 동래 단층에서 분지된 법기 단층에 발달한 노두이다. 단층의 주향은 북동 65°, 경사는 북동 80°~수직이고, 단층대 폭은 약 2 m 이상으로 단층각력대와 두께 20cm 이상의 단층비지, 석영세맥 등이 발달한다.

#### 덕계동 지점
양산시 덕계동 산업단지 일원(N 35°22' 15.50", E 129°09' 49.61", 산업단지 건너편 택지개발 동쪽사면, 현재의 양산두산위브1차아파트 남동쪽)에는 안산암질 화산쇄설암 및 응회암으로 염기성 암맥이 발달하였으며 동래 단층의 운동에 의해 파쇄된 대규모 노두가 있다. 단층의 주향은 북서 42°및 북서 10°이며 경사는 북동 70~75°및 북동 80~84°이고 후자의 단층이 전자를 절단한다. 본 단층들은 주변 산록퇴적물의 분포 및 기반암과의 경계를 고려할 때 제4기에 재활성화된 것으로 보인다. 택지개발 서쪽사면(N 35°22' 31.82", E 129°09' 35.02", 양산두산위브2차2단지아파트 서측)은 앞서 말한 동쪽사면의 건너편 사면으로 안산암질암 및 응회암이 드러난 대규모의 단층 파쇄대 노두이며 수 조의 단층들이 발달하고 주 단층의 주향은 북동 20~30°, 경사는 북서 75~80°이다. 본 단층대에는 횡인장력에 의한 꽃구조(positive flower structure)가 나타난다. 이 노두는 현재 택지개발로 완전 소멸되어 더 이상 관찰할 수 없다.

### 모량 단층
모량 단층(牟梁 斷層, Moryang Fault)은 경주시 안강읍에서 건천읍 모량리와 배내골을 지나 김해시까지 이어지며 경상 누층군과 불국사 화강암을 절단하는 총 연장 90 km의 북북동-남남서 방향의 주향 이동 단층이다. 양산 단층대의 일부이며 배내골과 양산시 원동면 지역에서 뚜렷한 선상구조와 단층곡을 형성한다. 
밀양 지질도폭(1987, 모량 단층이 지나는 부분은 행정구역상 모두 양산시에 속함)에서는 북동 20°주향의 선상구조와 경상 누층군 유천층군 주사산안산암질암류와 운문사유문암질암류 및 불국사 화강암의 오프셋(offset)을 근거로 모량 단층의 존재를 추정하였다. 지질도에 의하면 불국사 화강암에 해당하는 흑운모 화강암은 원동면 영포리 지역에서 우수향으로 1 km 정도 변위되어 있다. 또한 양산시 원동면 내포리 지역에서는 원동면 영포리에서 화제리를 지나 물금읍 범어리로 이어지는 북서 50°주향의 어영 단층이 모량 단층에 의해 우수향으로 절단되어 있다. 단층은 양산시 원동면 선리에서 밀양호 동쪽과 원동면 내포리를 지나 낙동강을 건넌 다음 김해시 상동면 여차리로 이어진다.
활성단층 보고서(2012)에서는 양산시 원동면 영포리의 4개 지역에서 모량 단층의 노두가 보고되었다.
영포리 배태마을 옆 영포천(N 35°26'07.9", E 128°57'01.6")에는 백악기 불국사 화강암 내에 북서 주향과 북동 경사를 가지는 2조의 단층이 관찰되며 좌수향 주향이동성 운동 감각을 보인다.
영포리 배태마을 옆 영포천(N 35°25'52.8", E 128°56'51.9")에는 백악기 불국사 화강암 내에 북동 86°의 주향과 남동 86°의 경사를 가지는 단층이 발달하며 주변에 발달하는 전단 단열들의 기하학적 특징으로 보아 좌수향 주향이동으로 판단된다.
영포리 배태마을 옆 영포천(N 35°25'50.2", E 128°56'49.1")에는 백악기 불국사 화강암 내에 북동 15°의 주향과 남동 77°의 경사를 가지는 단층이 발달하며 주변 단열들의 기하학적 특징을 고려할 때 우수향 주향 이동 단층으로 추정된다.
영포리 산내들가든(양산시 원동면 어영길 58-1) 남쪽 50 m 지점(N 35°24'58.4", E 128°56'06.8")에는 백악기 경상 누층군 유천층군 유문암질 응회암 내에 폭 30 cm의 단층파쇄대가 발달하며 단층비지의 주향은 북동 59°, 경사는 북서 88°으로 운동 감각은 우수향 주향이동이다.